# Anathema
|  | For det kirkelatinske udtryk anathema, se artiklen Bandlysning |
Anathema er et britisk band der blev dannet i 1990 i Liverpool. Sammen med Paradise Lost og My Dying Bride var de pionerer indenfor death/doom genren. Alligevel tog deres musik et skifte ved udgivelsen af albummet Eternity som hverken var doom eller nogen form for metal, men tog mere eller mindre udgangspunkt i atmosfærisk rock.

## Medlemmer

### Nuværende medlemmer
- Vincent Cavanagh – Vokal, Rytmeguitar (1990-)
- Daniel Cavanagh – Lead guitar (1990-2002, 2003-) (Lid, Antimatter, Leafblade)
- Jamie Cavanagh – Bas (1990-1991, 2001-)
- Les Smith – Keyboard (2000-) (eks-Cradle of Filth, Antimatter, Ship of Fools)
- John Douglas – Trommer (1990-1997, 1998-)
- Lee Douglas – Vokal (2000-)

### Tidligere medlemmer
- Darren White – Vokal (1990-1995) (eks-Cradle of Filth, The Blood Divine, Dead Men Dream, Serotonal)
- Duncan Patterson – Bas, keyboard (1991-1998) (eks-Antimatter, Dreambreed, Íon)
- Shaun Taylor-Steels – Trommer (1997-1998) (eks-Solstice, eks-My Dying Bride)
- Martin Powell – Keyboard, violin (1998-2000) (eks-My Dying Bride, eks-Cradle of Filth, eks-Cryptal Darkness)
- Dave Pybus – Bas (1998-2001) (Dreambreed, Angtoria, Cradle of Filth, Darkened)

## Diskografi
| - 1993: Serenades - 1995: The Silent Enigma - 1996: Eternity - 1998: Alternative 4 - 1999: Judgement - 2001: A Fine Day to Exit - 2003: A Natural Disaster - 2010 : We're Here Because We're Here - 2012 : Weather Systems - 2014 : Distant Satellites - 2017 : The Optimist - 1990: An Iliad of Woes - 1991: All Faith Is Lost - 1992: The Crestfallen - 1995: Pentecost III | - 1992: "They Die" (1992) - 1994: "We Are The Bible" (1994) - 1998: "Alternative Future" (1998) - 1999: "Deep" (1999) - 1999: "Make It Right (F.F.S.)" (1999) - 2001: "Pressure" (2001) - 2006: "Everything" - 2006: "A Simple Mistake" - 2007: "Angels Walk Among Us" - 2001: Resonance - 2002: Resonance Vol. 2 - 2008: Hindsight |  |